# Maladies de la laitue
Les maladies de la laitue (Lactuca sativa) sont très nombreuses et d'origine diverses. Il s'agit soit de maladies parasitaires causées par des agents pathogènes variés (bactéries et mycoplasmes, champignons et protistes, nématodes, virus et viroïdes), soit de maladies causées par des facteurs abiotiques (désordres physiologiques, carences nutritionnelles, etc.).
De nouvelles variétés ont été créées qui sont plus résistantes à certaines maladiesou aux virus tels que le Bremia, le Fusarium, LMV, BWYV, TuMV.

## Maladies bactériennes
| Maladies                                           | Agents pathogènes                                   |
| -------------------------------------------------- | --------------------------------------------------- |
| Taches foliaires et pourriture de la pomme         | Xanthomonas campestris pv. vitians                  |
| Nécrose foliaire marginale                         | Pseudomonas marginalis pv. marginalis               |
| Pourriture humide et noire du pivot et de la pomme | Pectobacterium carotovorum subsp. carotovorum       |
| Racine liégeuse                                    | Sphingomonas suberifaciens Rhizomonas suberifaciens |
| Maladie des nervures noires                        | Pseudomonas cichorii                                |

## Maladies fongiques
| Maladies                                                   | Agents pathogènes                                                       |
| ---------------------------------------------------------- | ----------------------------------------------------------------------- |
| Alternariose                                               | Alternaria sonchi Alternaria cichorii                                   |
| Anthracnose                                                | Microdochium panattonianum = Marssonina panattoniana.                   |
| Fonte des semis et pourriture basale                       | Rhizoctonia solani Thanatephorus cucumeris (téléomorphe)                |
| Cercosporiose                                              | Cercospora longissima                                                   |
| Fonte des semis (Pythium)                                  | Pythium sp. Pythium ultimum                                             |
| Mildiou                                                    | Bremia lactucae Plasmopara lactucae-radicis                             |
| Sclérotiniose                                              | Sclerotinia sclerotiorum Sclerotinia minor                              |
| Pourriture grise                                           | Botrytis cinerea Botryotinia fuckeliana (téléomorphe)                   |
| Pourriture racinaire à Phymatotrichum                      | Phymatotrichopsis omnivora = Phymatotrichum omnivorum                   |
| Oïdium                                                     | Erysiphe cichoracearum = Golovinomyces cichoracearum var. cichoracearum |
| Rouille                                                    | Puccinia dioicae = Puccinia extensicola var. hieraciata                 |
| Septoriose                                                 | Septoria lactucae                                                       |
| Pourriture de la tige                                      | Sclerotium rolfsii Athelia rolfsii (téléomorphe)                        |
| Stemphyliose                                               | Stemphylium botryosum Pleospora tarda (téléomorphe)                     |
| Flétrissement et brûlure des feuilles (Pythium vasculaire) | Pythium tracheiphilum                                                   |

## Maladies et désordres divers
| Maladies                                    | Agents pathogènes                                             |
| ------------------------------------------- | ------------------------------------------------------------- |
| Maladie des « taches brunes » (brown stain) | Désordre physiologique, excès de CO2                          |
| Macules rouille (Russet spotting)           | Désordre physiologique, excès d'éthylène                      |
| Nécrose marginale interne (tipburn)         | Désordre physiologique, carence en Ca** et température élevée |

## Maladies à nématodes
| Maladies                                                  | Agents pathogènes                       |
| --------------------------------------------------------- | --------------------------------------- |
| Nématodes à fausses galles                                | Nacobbus aberrans                       |
| Nématodes des lésions (pourritures racinaires rougeâtres) | Pratylenchus sp.                        |
| Nématodes à lancette                                      | Longidorus sp.                          |
| Meloidogyne sp.                                           |                                         |
| Rabougrissement                                           | Melinius brevidens Tylenchorhynchus sp. |

## Maladies virales
| Maladies                      | Agents pathogènes |
| ----------------------------- | --- |
| Grosses nervures de la laitue | Virus associé des grosses nervures de la laitue (LBVaV, Lettuce big-vein associated varicosavirus. |
| Calicot                       | Virus de la mosaïque de la luzerne (AMV, Alfalfa mosaic virus) Virus des taches en anneaux du tabac (TRSV, Tobacco ringspot virus) |
| Chlorose de la laitue         | Virus de la chlorose de la laitue (LCV, Lettuce chlorosis virus) |
| Nécrose des côtes internes    | Virus de la mosaïque de la laitue (LMV, Lettuce mosaic virus) |
| Mosaïque de la laitue         | Virus de la mosaïque de la laitue (LMV, Lettuce mosaic virus) Virus de la mosaïque du bident (BiMV, Bidens mosaic virus) Virus de la mosaïque du concombre (CMV, Cucumber mosaic virus) Virus de la mosaïque du navet (TuMV, Turnip mosaic virus) |
| Jaunisse nécrotique           | Virus de la jaunisse nécrotique de la laitue (LNYV, Lettuce necrotic yellows virus) |
| Mouchetures                   | Virus de la marbrure mouchetée de la laitue (LSMV, Lettuce speckles virus) et Virus de la jaunisse occidentale de la betterave (BWYV, Beet western yellows virus)                                                                                 |
| Rabougrissement               | Virus du rabougrissement jaune de la betterave (BYSV, Beet yellow stunt virus). |
| Flétrissement                 | Virus du flétrissement de la fève (BBWV, Broad bean wilt virus) Virus de la maladie bronzée de la tomate (TSWV, Tomato spotted wilt virus). |
| Taches jaunes                 | Virus du bruissement du tabac (TRV, Tobacco rattle virus) |
| Jaunisse                      | Virus de la jaunisse occidentale de la betterave (BWYV, Beet western yellows virus) |
| Jaunisse des nervures         | Virus de la jaunisse des nervures du séneçon (SYVV, Sowthistle yellow vein virus) |